# William Herbert (botaniste)
Pour les articles homonymes, voir William Herbert et Herbert.
William Herbert est un botaniste et poète britannique, né le 12 janvier 1778 et mort le 28 mai 1847 à Londres.

## Biographie
Il obtient un Bachelor of Arts en 1798 au Collège d'Exeter d’Oxford, puis un Master of Arts en 1802 au Morton College, puis, en 1808, des diplômes en droit pénal et en droit civil.
Parallèlement à ses activités de juriste il étudie aussi la linguistique et il publie de nombreux ouvrages de botanique, notamment : Amaryllidacae (1837), Crocuses (1847), History of the Species of Crocus. Il s’intéresse particulièrement à l’hybridation des plantes à bulbes.
Il est le père du romancier Henry William Herbert (en) (connu aussi sous le pseudonyme de Frank Forester).
Le genre Herbertia lui a été dédié par Robert Sweet.